# Хацьківська загальноосвітня школа
Ха́цьківська загальноосвітня школа імені Дімальдо І-ІІІ ступенів — загальноосвітній заклад, що розташований у селі Хацьки Черкаського району Черкаської області.

## Історія
Перша школа у селі була заснована ще 1860 року і вона мала статус церковно-парафіяльної. У школи на той час була всього одна велика кімната, яка вміщувала до 70 хлопчиків одночасно. 1912 року за ініціативи сільського товариства «Просвіта» була збудована земська чотирикласна школа. Першими її учителями стали Хоменко Купріян Мкиолайович та Васелега Семен Іванович. 1930 року школа стала п'ятикласною, через рік — шестикласною, 1936 року — десятирічною. Станом на 1940 рік у школі навчалось 600 учні у дві зміни. Після війни школа була перетворена на семирічну, 1960 року — восьмирічну. 1958 року Одесько-Кишинівською залізницею було збудовано нове приміщення для школи, 1967 року силами учителів на учнів збудовано корпус № 2.
У післявоєнні роки школу очолювали:
- Волошин Борис Євдокимович
- Сазонова Лідія Миколаївна
- Недуха Іван Леонтійович
- Хоменко Мотрона Андріївна
- Добровольський Олег Володимирович
- Мирошніченко Тамара Олександрівна
- Калашник Марія Іванівна
- Чубенко Микола Григорович
- Підгора Ніна Вікторівна
- Носов Микола Борисович
- Тарануха Олег Іванович

## Структура
Навчальний заклад має 20 навчальних кабінетів, спортивний зал, бібліотека, їдальня, медичний кабінет, комп'ютерний клас, кабінет біології обладнано ІКТ за кошти Міжнародного фонду Д.Сороса та гранта Міністерства освіти і науки України. Для дітей діють 12 гуртків, працює танцювальний колектив «Фантазія».
Педагогічний колектив складається з 27 учителів, з яких 9 педагогів мають вищу категорію, 13 — І категорію, 2 — ІІ категорію. звання Заслуженого учителя України має Підгора Н. В., вона ж є учителем-методистом та Відмінником освіти України, а 2016 року нагороджена грамотою Верховної Ради України. 4 учителів мають звання старшого учителя.

## Випускники
Відомими випускниками школи є відомі люди:
- Хоменко Іван Антонович — Герой Радянського Союзу
- Тищенко Валерій Анатолійович — воїн-афганець, Герой Радянського Союзу
- Усов Анатолій Васильович — доктор технічних наук, професор Одеського національного політехнічного університету
- Коларков Юрій Васильович — доцент, проректор Уманського національного університету садівництва
- Карпенко Віктор Петрович — доктор сільськогосподарських наук, викладач Уманського національного університету садівництва
- Тищенко Олександр Миколайович — проректор Академії пожежної безпеки імені Героїв Чорнобиля
- Шпак Анатолій Лукич — генеральний директор Смілянського машинобудівного заводу, Заслужений машинобудівник України, депутат Верховної Ради України ІІІ скликання
- Лепський Олексій Миколайович — генерал-майор, начальник обласного управління МНС у Запорізькій області
- Волошин Анатолій Борисович — голова обласного фонду культури
- Пономаренко Борис Йосипович — професор Національної академії державного управління при Президентові України, депутат Верховної Ради України IV скликання
- Підгора Ніна Вікторівна —  Заслужений вчитель України
- Зеленько Олег Миколайович — начальник Центру професійної підготовки Академії пожежної безпеки імені Героїв Чорнобиля
- Ключка Костянтин Миколайович — кандидат технічних наук, викладач Черкаського державного технологічного університету
- Ситник Олександр Миколайович — доктор історичних наук
- Юрченко Наталія Михайлівна — заступник голови Черкаської районної держадміністрації
- Зеленько Ірина Вікторівна — письменник, член Черкаської обласної спілки письменників